# ميغيل كلي
ميغيل كلي (بالإسبانية: Miguel Klee)‏ هو لاعب كرة قدم غواتيمالي في مركز حراسة المرمى، ولد في 19 فبراير 1977 في غواتيمالا. شارك مع منتخب غواتيمالا لكرة القدم. أما مع النوادي، فقد لعب مع ديبورتيفو بيتابا وكوبان إمبيريال.

## وصلات خارجية
- ميغيل كلي على موقع الاتحاد الدولي (مؤرشف)  (الإنجليزية)
- ميغيل كلي على موقع قاعدة بيانات كرة القدم.إي يو (الإنجليزية)
- ميغيل كلي على موقع ناشيونال فوتبول تيمز (الإنجليزية)
- ميغيل كلي على موقع Soccerway.com (الإنجليزية)
- ميغيل كلي على موقع عالم كرة القدم.نت (الإنجليزية)